# Frisia Occidental
Frisia Occidental (en neerlandés: West-Friesland) es el nombre que recibe en la actualidad una pequeña región al norte-noreste de la provincia neerlandesa de Holanda Septentrional, en los Países Bajos. Las ciudades y municipios de Hoorn, Enkhuizen, Medemblik y Schagen son los centros de población más importantes de esta región, cuyo extremo oriental forma una pequeña península que separa el lago del Isala (Ĳsselmeer) del lago de Marken (Markermeer).

## Descripción

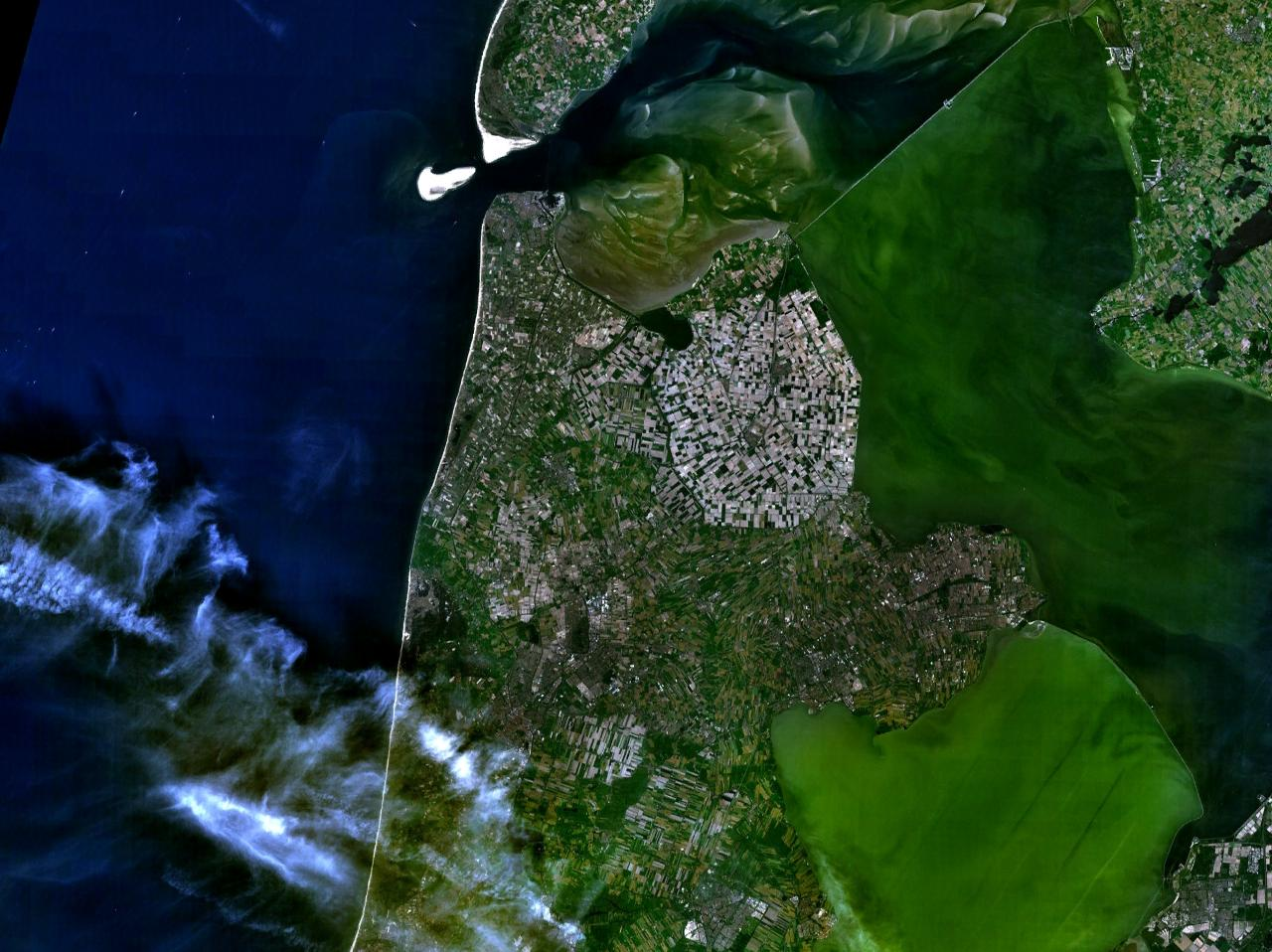
Imagen satelital de la región de Frisia Occidental y el resto del norte de Holanda Septentrional.

### Geografía
En términos generales se suele definir la región como el territorio confinado dentro del vasto dique de circunvalación homónimo (Westfriese Omringdijk), cuya longitud transversal (este-oeste) cubre la mayor parte de la distancia entre ambas costas holandesas, con que contaría con una superficie de unos 800 km². Se ha considerado, sin embargo, que esta demarcación se debe más a su conveniencia que a motivos geoculturales, ya que la parte occidental de esta región «se holandizó» en un momento relativamente temprano, dejando poca huella de su pasado frisón. Según esta interpretación, el límite occidental sería la ruta entre Kolhorn en el norte y Ursem en el sur, pasando por Opmeer, quedando por ende las ciudades de Schagen y Alkmaar (extremos norocidental y suroccidental del dique de contención) fuera de esta definición.
Si bien, en la conciencia popular neerlandesa la región de Frisia Occidental se asocia con el trazado del dique, que sirve como frontera de facto de la región, es decir, se interpreta en su sentido más amplio. Además, en los últimos tiempos ha habido reivindicaciones desde poblados al oeste de la mencionada línea para volver a formar (o seguir formando) parte de la terminología regional, argumentando que en siglos anteriores toda esta parte se denominaba Frisia occidental, compartiendo un gobierno con el resto de Holanda. Históricamente, la definición abarcaba toda la parte de la península holandesa al norte de la línea imaginaria que une Hoorn con Alkmaar, si bien el área actual queda separada del extremo norte de la península vagamente a la atura del sur de Wieringermeer, y de su costa oeste por la región de Kennemerland. Al mismo tiempo, se ha echado mano también de argumentos con matices un tanto étnico-nacionalistas, que remontan a la historia más antigua de la región en su totalidad. Siendo Frisia Occidental una región actual reconocida como tal por el Gobierno neerlandés, estas consideraciones no son una cuestión baladí, sino de aplicaciones prácticas, como los registros y estadísticas demográficas.

#### Municipios
Frisia Occidental es una región principalmente agrícola, y sus poblaciones (salvo las de mayor tamaño) están diseñadas linealmente. Se divide en varios municipios o comunas (siete o doce, según la acepción aplicada), desde colectivos de comunidades rurales a pequeñas y medianas ciudades, como Hoorn (considerada la capital de facto de la región), Heerhugowaard, Enkhuizen, Schagen y Medemblik. Estas dos últimas son las más antiguas, remontando a la época vikinga, mientras que Hoorn y Enkhuizen son de interés histórico debido a su destacado papel durante el período de la Compañía Neerlandesa de las Indias Orientales (incluidas las campañas pacíficas: el primer gobernador neerlandés de Malaca era oriundo de Frisia Occidental). Por su parte, la importancia de Heerhugowaard es por ser el mayor centro urbano en erigirse en zonas drenadas ganadas a las marismas.
Las ciudades de la región (entre pequeñas y medianas) son:
- Hoorn (75 621 hab.)
- Medemblik (46 005 hab.)
- Koggenland (23 580 hab.)
- Stede Broec (22 216 hab.)
- Drechterland (19 838 hab.)
- Enkhuizen (18 102 hab.)
- Opmeer (12 222 hab.)

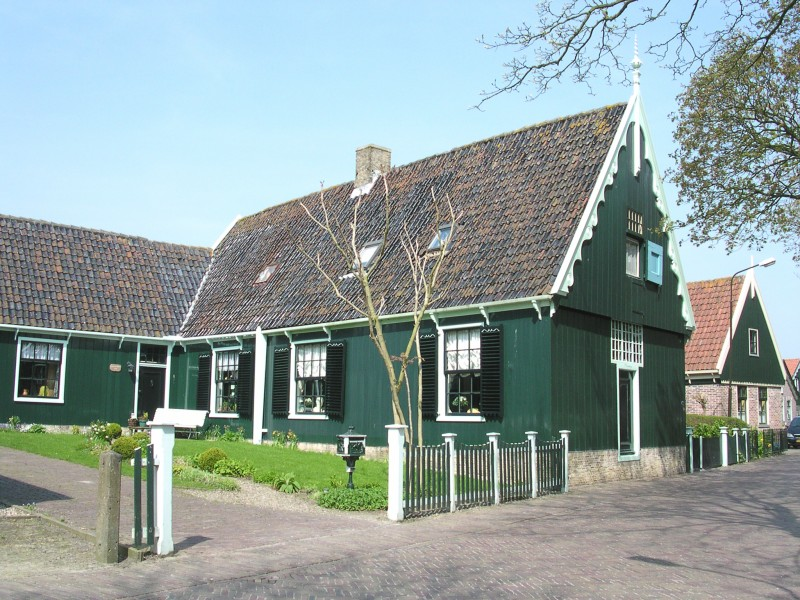
Casa frisona típica de Twisk (municipio de Medemblik)

Si se tiene en cuenta la zona occidental, se incluyen también las de mayor tamaño (entera o parcialmente):
- Alkmaar (112 311 hab.)
- Dijk en Waard (90 050 hab.)
- Hollands Kroon (49 524 hab.)
- Schagen (47 734 hab.)

### Economía y servicios

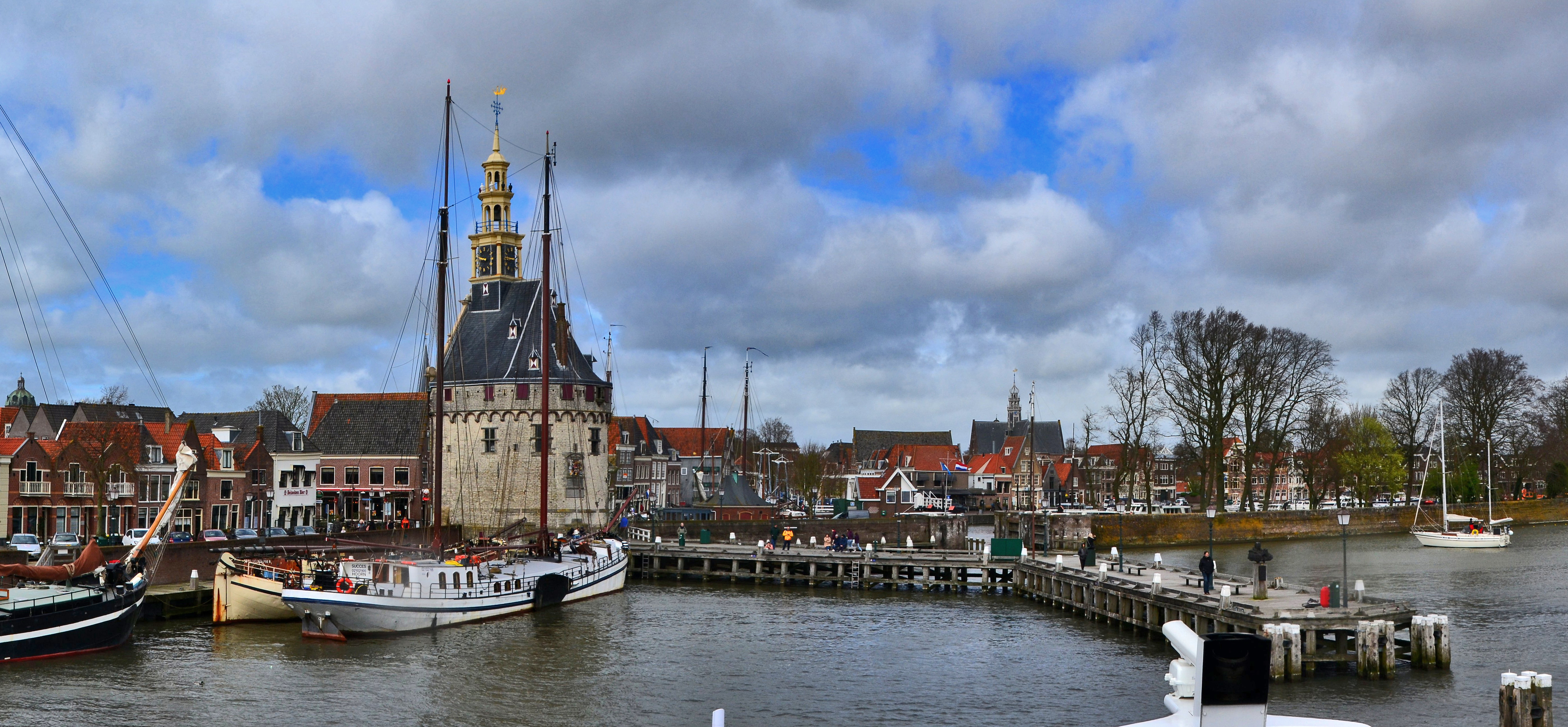
Puerto de Hoorn

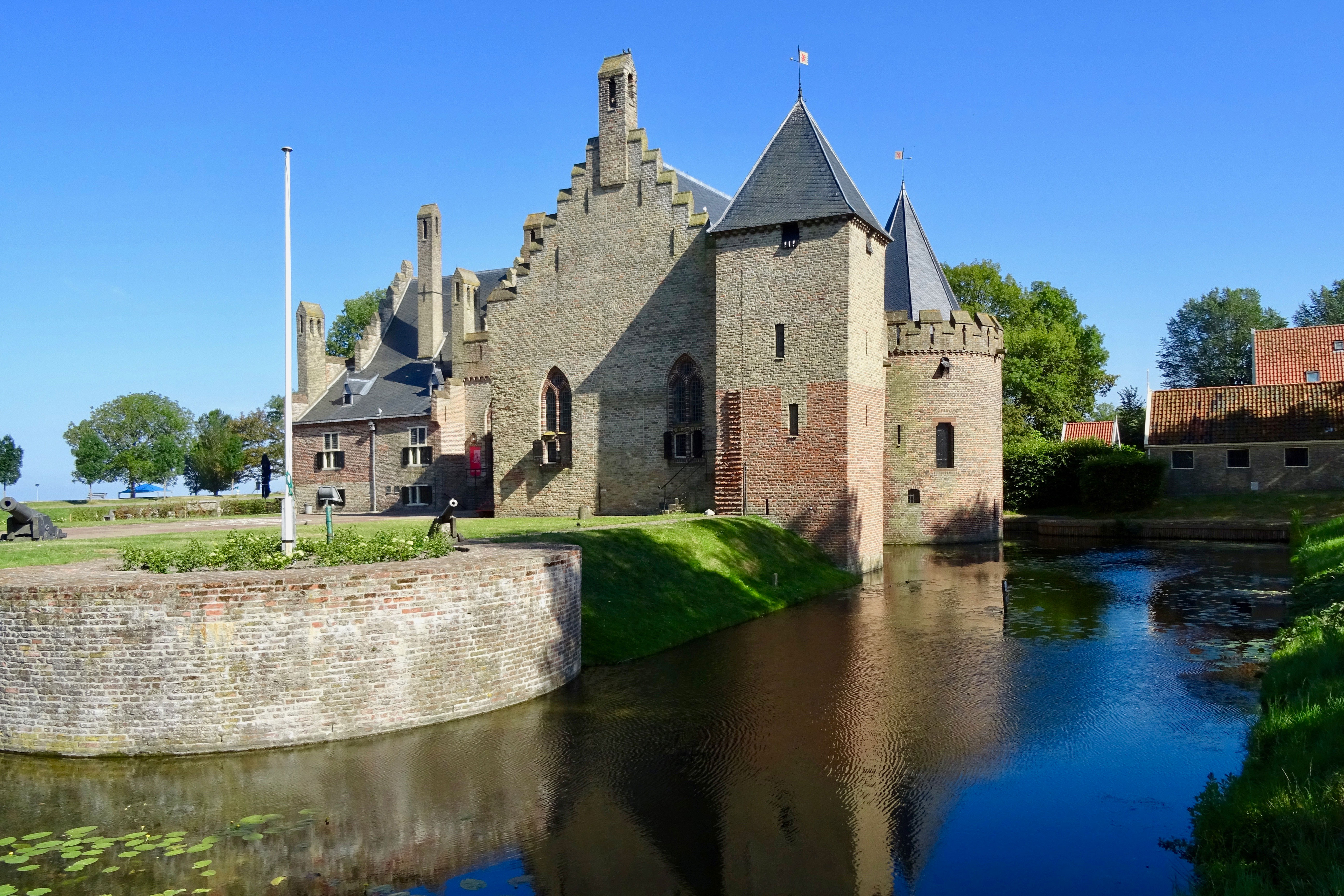
Castillo de Radbod (a nombre del último monarca frisón), Medemblik.

El principal sector económico de Frisia Occidental, el agrícola, se centra principalmente en la industria láctea (la región es conocida por sus granjas lecheras) y la horticultura. Esta última tiene su origen en ambos extremos del territorio: Langedijk al oeste (en la región de Alkmaar) y Streek en la costa del lago del Isala. La región acoge a la federación de empresas del sector horticultor conocida como Seed Valley (lit. ‘Valle de las semillas’). 
El tipo de explotación agraria típico en Frisia Occidental sigue siendo a grandes rasgos el tradicional Haubarg (o en su nombre local, Stolpboerderij). Se trata de granjas que operan establos bovinos, con casas rurales en su núcleo típicas del norte neerlandés (Friese huisgroep). Este tipo de casas se encuentran también en las provincias de Frisia y Groninga, además del norte de Alemania (Frisia septentrional) y sur de Dinamarca (Jutlandia meridional); en estos dos casos tienen sus orígenes también en la Frisia neerlandesa. En este modelo de explotaciones, el heno y la cosecha se almacenan entre los postes de apoyo del entramado del establo, el cual se gestiona en un modelo de estabulación llamado Friese grupstal (‘establo grupal frisón’). Los establos se caracterizan por una combinación de estilos de tijerales que aportan espacio adicional. 
Otro sector de importancia económica son los deportes acuáticos, debido a la ubicación de la región. La ciudad de Medemblik tiene varios puertos deportivos, donde, entre otros, se celebra la Spa Regatta. Enkhuizen y Hoorn también tienen puertos locales. 
Frisia Occidental también es el nombre de la región cooperativa dentro del Plan Regional de Frisia Occidental-Este de la provincia de Holanda Septentrional, establecido en 1969. Hasta 2005, era más bien una colaboración interna entre los municipios, si bien en la actualidad la colaboración en temas de servicios públicos se comparte a mayor escala con otras partes del norte holandés, incluyendo la gestión de la emisora local West-Friesland radio & televisie. En 2013, los siete municipios frisio-occidentales firmaron un acuerdo de asociación con el objetivo de aumentar la atractividad de la región mejorando los ámbitos de la vida pública, trabajo, educación, accesibilidad y ocio. 

### Demografía y cultura

#### Lengua
La historia frisona de la región se refleja en el habla local, tanto en el idioma como en elementos como la nomenclatura y las expresiones populares. Por ejemplo, los nombres Iefje y Aafje, típicos de Frisia Occidental, son nombres auténticos de esta región que derivan de los nombres frisones Iefke y Aafke.
La lengua hablada aquí es una variedad llamada neerlandés de Frisia Occidental u holandés de Frisia Occidental, en principio un subdialecto del holandés, pero con suficientes características propias como para ser considerado por muchos un dialecto propio. Este ha heredado algunos aspectos notables de las variedades del idioma frisón anteriormente habladas en esta región, incluido un léxico singular, distinto a otros subdialectos del holandés. Por ejemplo, las palabras algedurig y algeduerigen, que significan ‘continuamente’, son un préstamo lingüístico del frisón; o la palabra pop, que significa ‘bebé’ tanto en el dialecto local como en el frisón occidental. El dialecto varía además de un pueblo a otro, pero tiene características generales comunes bastante llamativas, como el uso de sk- en lugar de sch-, la ausencia del prefijo ge- en el participio y otras diferencias gramaticales y léxicas. Aunque otras variantes del holandés presentan también influencias frisonas (debido al pasado común de Frisia y Holanda), en el caso de Frisia Occidental son mucho más marcadas.
Cabe destacar que la lengua frisona propiamente dicha —a saber, el frisón occidental—, solo es hablada en distintos niveles por un 8 % de los 406 000 habitantes de la región (que no incluyen la parte occidental, donde no hay frisones étnicos). Se trata de un habla peculiar, de carácter más conservador (bastante similar al de las islas de Texel y Wieringen) y con limitada interinteligibilidad con el dialecto principal, hablado por un total de 400 000, sobre todo en la provincia de Frisia (siendo el más hablado entre las lenguas frisias en general). En los Países Bajos se suele llamar a esta lengua «frisón» a secas (Fries/Frysk) o Westerlauwers Fries, en todo caso sin el adjetivo «occidental». Cuando uno dice hablar «frisón occidental», suele referirse de hecho al holandés de Frisia Occidental que, a pesar de la influencia frisona, sigue siendo lengua neerlandesa (en este aspecto se asemeja al uso en Alemania de la definición «frisón oriental» para el dialecto bajoalemán hablado en la Frisia oriental). En los Países Bajos en general, el término «dialecto frisón occidental» se refiere al dialecto holandés y no a la lengua frisona occidental.
Lingüísticamente, debido a una serie de sorprendentes similitudes entre el dialecto local y el frisón, existe un debate entre los lingüistas sobre el lugar del holandés de Frisia Occidental dentro del conjunto de lenguas germánicas. Aunque hoy se considera comúnmente una lengua desarrollada sobre un sustrato neerlandés con fuerte influencia frisona, tradicionalmente se hablaba de una forma lingüística derivada del frisón antiguo, con fuerte influencia del holandés que se extendía por la región desde las conquistas holandesas. Algunos incluso hablan de un dialecto de transición. A día de hoy, el debate sobre la clasificación correcta del dialecto sigue abierto.

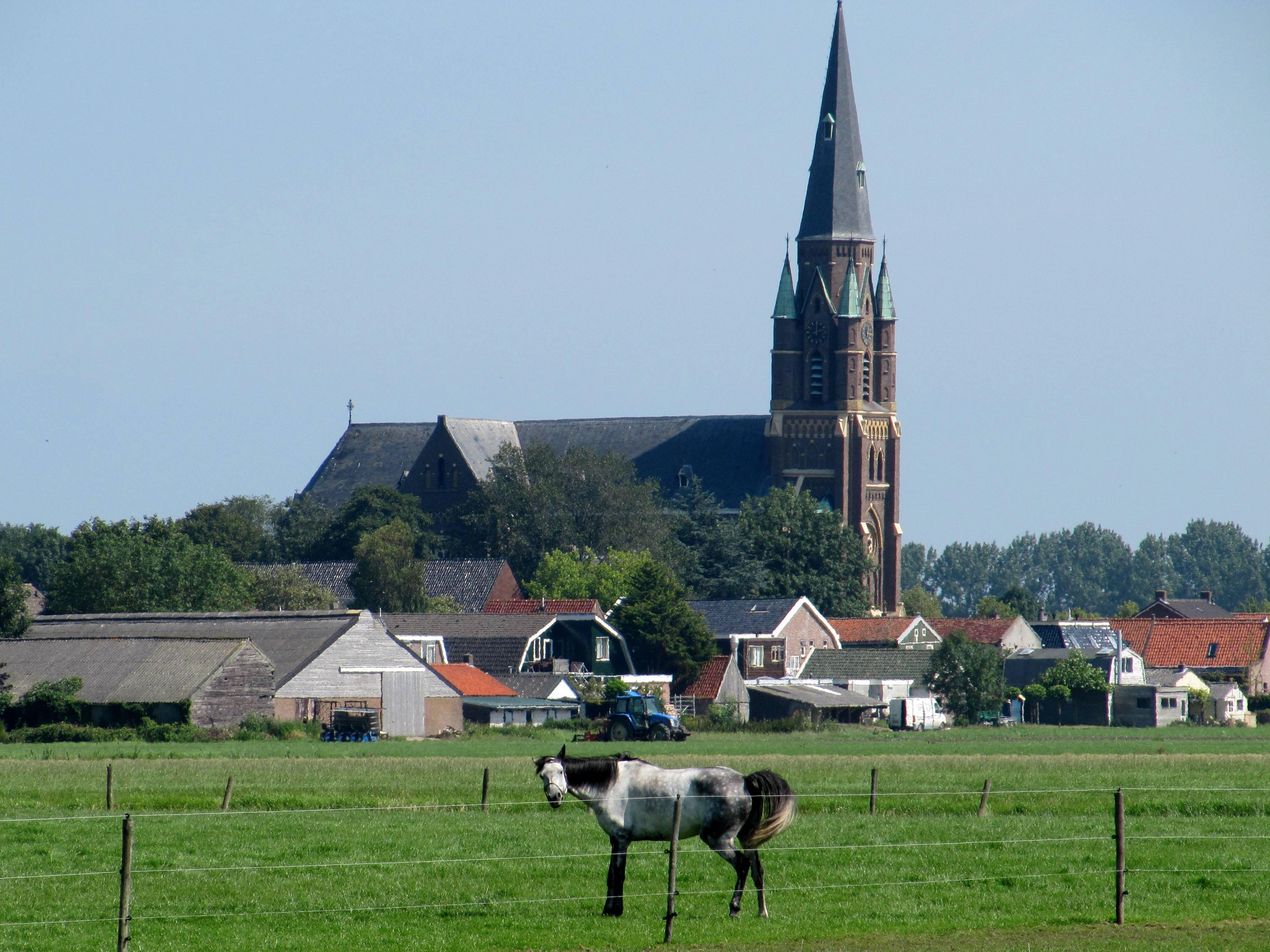
Iglesia de San Werenfridus, una de las tres iglesias de Medemblik.

#### Religión
Más de la mitad de la población de Frisia Occidental no es religiosa (se declara como atea o no practica ninguna religión). De la otra mitad, la mayoría son católicos (28 %), más que doblando el número de la segunda religión de la región, los protestantes (12 %). De hecho, la región, junto a las regiones de Twente y Achterhoek, son las únicas fuera del sur de los Países Bajos donde el número de católicos supera al de los protestantes. En la actualidad también existe una pequeña comunidad musulmana (ca. 2 %) y de otras religiones de tamaño menor.

## Historia

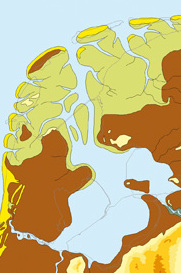
El Vlie (arriba) y el Zuiderzee antes del.

Hasta finales del I milenio, la región del norte de los actuales Países Bajos tenía un aspecto distinto. Por aquel entonces, el norte neerlandés contaba con una extensión de masa inexistente en la actualidad, que estaba dividida por el entonces río Vlie —una continuación del río Isala (en sí un afluente del Bajo Rín neerlandés más al sur) a través del Zuiderzee (creado por las lluvias torrenciales del siglo anterior, predecesor del lago del Isala). Aquel río constituía la frontera entre lo que durante el dominio carolingio de la región, los francos denominaban la «Frisa media» y la «Frisia occidental» (en el Lex Frisionum son dos de las divisiones de la región de Frisia, junto con la Frisia oriental, en territorio alemán). Las tierras al oeste del río, llamadas Westflinge (lit. ‘Extremo occidental’), eran, por tanto, parte de la Frisia occidental que se extendía por el norte de la península holandesa. Es por eso que durante la Edad Media y la Edad Moderna, ya con el aspecto topográfico actual, el norte de lo que ahora es Holanda Septentrional recibía el nombre de Frisia occidental (una denominación en principio más geográfica que étnica).
En los primeros siglos del II milenio se produjeron intensas marejadas ciclónicas que inundaron el litoral oriental del mar del Norte, dejando devastada gran parte de la región. Las grandes islas quedaron diezmadas, resultando en una cadena de islas mareales —las islas Frisias (en el caso de Holanda, las occidentales)—, en lo que se convertiría en el mar de Frisia, la llanura mareal más grande del mundo. El Vlie, antes un río, quedaría como un paso entre las actuales islas de Terschelling al este y Vlieland al oeste, remanentes de ambos lados de la región desaparecida. Vileland, por lo tanto, ha quedado como el punto más septentrional de aquella Frisia occidental carolingia.

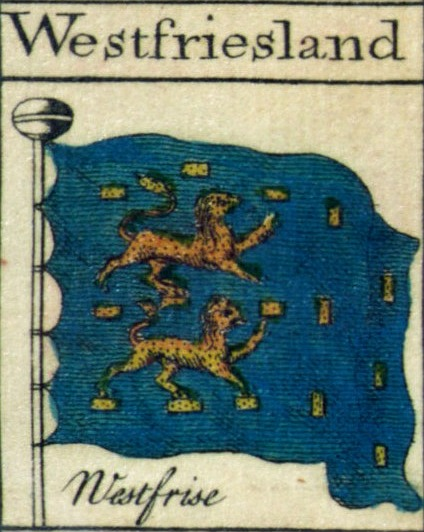
Bandera de Frisia Occidental (1783); como otras banderas de la época, su propósito era para el uso marítimo. La bandera actual de la región se basa en ella.

Políticamente, en aquella época el territorio formaba parte de la Libertad frisia, funcionando como región autónoma entre los señoríos feudales de los Países Bajos. Durante tres siglos, los frisones de estas tierras, organizados en lo que en términos historiográficos se conoce como «república campesina», pudieron hacer frente a los condes de Holanda, resistiéndose a cualquier tipo de vasallaje y, como sus pares en la Frisia oriental, rechazando todo deber para con la nobleza —en este caso la holandesa—, incluido el pago de impuestos. Durante el gobierno de Guillermo de Holanda, rey de romanos, les sirvió la enemistad entre este y el emperador del Sacro Imperio, Conrado IV (en una puja por el poder entre la casa de Holanda y los últimos Hohenstaufen, considerados ilegítimos por el papa de Roma). Como garante de la Libertad frisia, habiendo sido los normandos vencidos hacía tiempo ya, el enfoque del concepto en la Frisia occidental ahora se dirigía a los conflictos con los condes holandeses.

El primero en unir Holanda con Frisia occidental fue Florencio V, hijo de Guillermo, dando comienzo a una larga unión territorial entre ambas regiones bajo los condes de Holanda y sus sucesores. Sin embargo, hasta mitades del siglo XV esta unidad estaría lejos de ser un hecho consumado, librándose una serie de guerras entre ambas provincias —la primera de ellas con Juan I, hijo de Florencio, quien, tras reprimir un levantamiento frisón en 1297, lograría la primera victoria tajante sobre los frisones en la batalla de Vronen; y la última ya bien integrada la región en los Países Bajos Borgoñones (durante la guerra hanseática-holandesa, por ejemplo, Felipe el Bueno concedió a la región el privilegio del corso contra las ciudades wendas, aunque ese decreto no se cumplió a rajatabla por el condado de Holanda)—. Estos conflictos solo verían su fin definitivo con la creación de las Diecisiete Provincias (1482) y su ruptura con los Países Bajos españoles de Felipe II. A esta altura, la Libertad frisia antaño ofrecida y defendida por los sacros emperadores romanos ya no tenía sentido, con los Habsburgo ahora el rival de una región con ya cierta tradición de unidad, ahora gobernada en el marco de las Siete Provincias por los Estados de Holanda y Frisia Occidental. Estas incluían a representantes de la nobleza y la ciudadanía de todas las regiones de la península holandesa y las islas frisias, quienes, al menos hacia fuera (tanto cara a la confederación como internacionalmente), conformaban una única y fuerte entidad con relativa autonomía, la más fuerte de la confederación (allí comenzaría más tarde el dominio de la casa de Orange, siendo su primer estatúder Guillermo de Orange). Al consolidarse el gobierno compartido, se creó el quinto y último de los cinco almirantazgos holandeses, a saber, el almirantazgo de Frisia; a partir de ese momento, los comandantes en jefe de cualquiera de los almirantazgos, llamados «guardianes de las flotas», en sus distintos rangos, ocupaban el cargo de «almirante de Holanda y Frisia occidental».

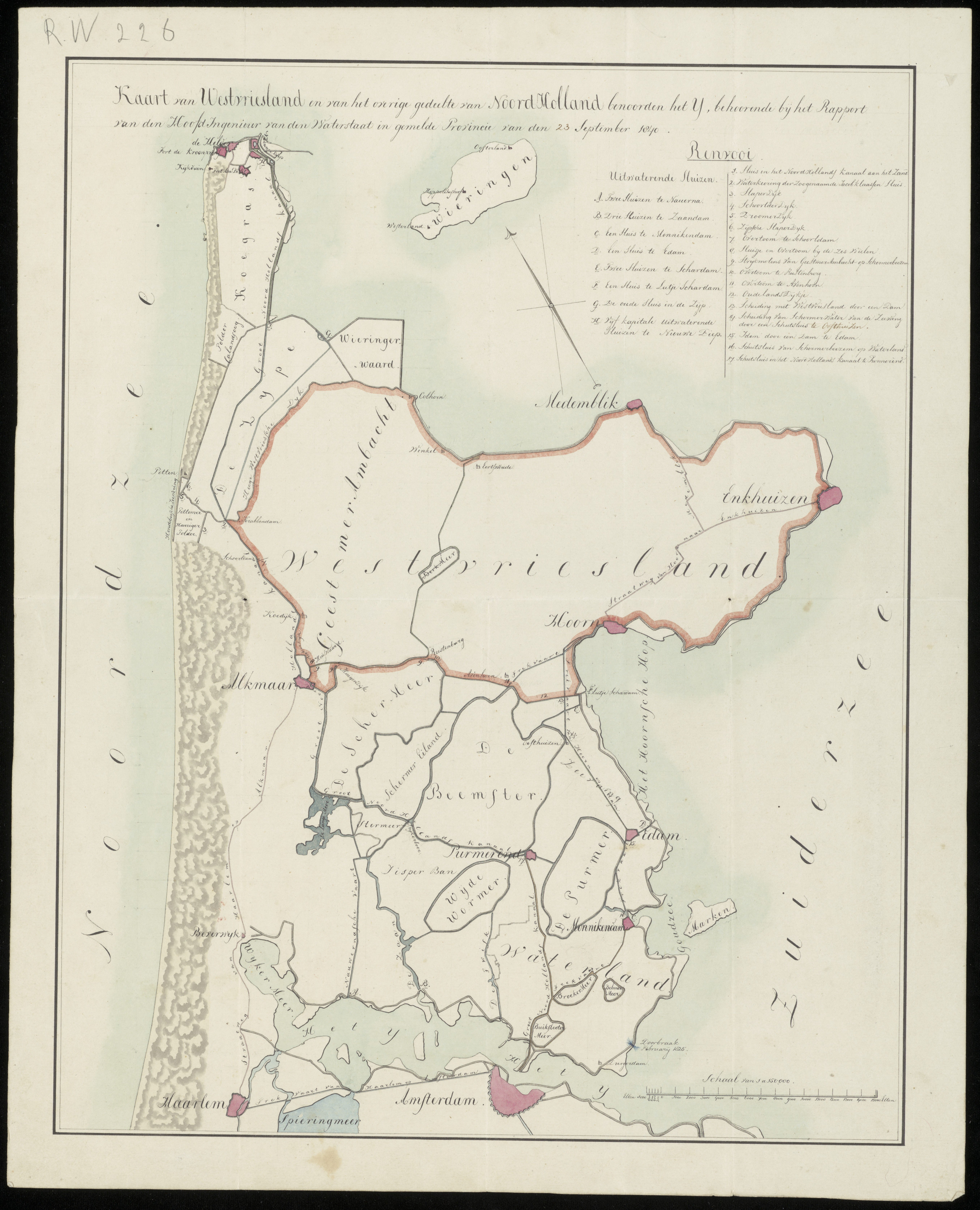
Mapa de 1840 que divide el norte de Holanda en zonas naturales y agrícolas. La región de Frisia Occidental queda claramente marcada en los confines del dique circundante Westfriese Omringdijk.

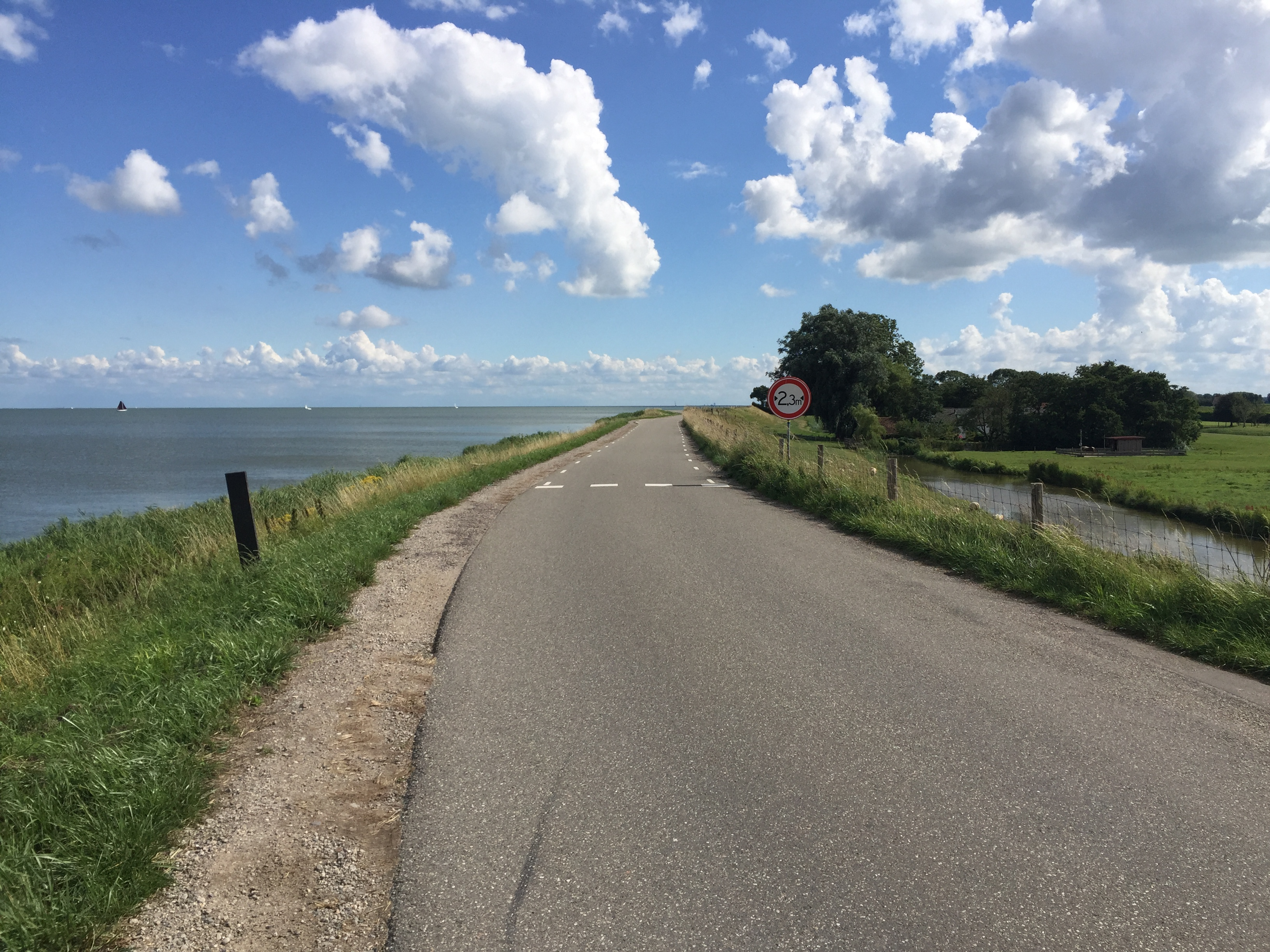
En muchos de sus tramos, el dique consta actualmente de una carretera que une los municipios y demás sitios a lo largo de su extensión.

La delimitación de la actual región de Frisia Occidental se produciría en torno a este período, con los proyectos de secado de las marismas al oeste y al norte, la conversión de las tierras ganadas al mar en áreas agrícolas y la terminación del dique de contención que rodea la región. Hasta hoy, los nombres de estas zonas incluyen la terminación -meer (lit. ‘mar’, ‘lago’ o ‘cuerpo de agua’). Los primeros habitantes del Vroonermeer, al oeste, se habían asentado en el siglo IX a lo largo de las altas crestas costeras, dando origen al pueblo de Vronen. La trágica historia de aquel pueblo ha quedado en la memoria histórica local, con las guerras contra los vikingos desde sus mismos comienzos, cuyas redadas asolaban la región durante la mayor parte del siglo IX, y hasta la conquista holandesa de la región en el siglo XIII y la quema el pueblo entero con sus miles de habitantes por estos últimos (los pocos supervivientes huyeron de la región, dejándola sin población frisona). Cuando el lugar volvió a ser habitado tiempo después, el grueso de los colonos no eran frisones sino holandeses, quienes fundaron allí en 1484 la aldea de Sint Pancras en torno a la iglesia local, que un siglo después sería la primera de la región en convertirse a la recién establecida Iglesia reformada neerlandesa. El secado del Vroonermeer, que se llevaría a cabo unas ocho décadas después (en 1561) fue un asunto íntegramente comercial financiado por la nobleza, quien arrendó las nuevas tierras fértiles en sus dominios a los agricultores (por lo que los intereses de estas zonas, incluidos los de los propios agricultores, eran representados por la misma nobleza, también en el consejo de los Estados de Holanda). 
Las Siete Provincias prosperarán durante varios siglos, estableciendo el poder de los Países Bajos en distintos territorios, incluido el Pacífico Sur y el Caribe. En el marco de esa confederación, los Estados de Holanda y Frisia Occidental ya no volverían a separarse, con cada vez menos ambigüedad territorial y demográfica entre ambos. Lo mismo seguía con el establecimiento de la República Bátava, que puso un punto y final a la nobleza local. En los Países Bajos modernos, la división de Holanda en dos provincias les designó nombres de carácter geográfico: Holanda Meridional y Holanda Septentrional, no incluyendo la palabra «Frisia» en el nombre oficial de esta última, sino, en su lugar, definiendo la región de Frisia Occidental en sus dominios. A diferencia de la acepción internacional, que usa el término de Frisia occidental para referirse a todas las tierras frisonas al oeste del Ems (es decir, en territorio neerlandés), o incluso a la provincia de Frisia en sí, dentro de los Países Bajos el concepto se limita solo a esta región en particular (con lo que el gentilicio «frisón occidental» se refiere a los habitantes de esta región norholandesa, sean de etnia frisona o no). 

## Dique de circunvalación
El dique de circunvalación de Frisia Occidental, en holandés y oficialmente Westfriese Omringdijk, es una construcción de 126 km de longitud que rodea los 800 km² de superficie de la región homónima. Históricamente fue el resultado de la anexión de los distintos 38 diques construidos a lo largo de los años en un círculo cerrado, con el propósito de proporcionar una defensa integral contra las inundaciones, tanto desde las marismas en el norte y el oeste como las aguas marítimas al este. Su construcción se completó en 1250, a tiempo para salvar la región de anihilación durante la inundación de Santa Lucía, de 1287, que arrasó el norte neerlandés, mató a gran proporción de la población del país y formó las grandes islas del norte (cuyo tamaño se vería significativamente reducido en inundaciones posteriores).
Frisia Occidental tiene una larga tradición de construcción de diques, que en algún momento hasta constituía uno de los mayores motores económicos de la región (como en otras zonas costeras del mar del Norte, y sobre todo del mar de Frisia). Las actividades humanas en la región remontan a principios del siglo I a. C., con el cultivo de las turberas y de los pantanos. No hay consenso sobre el efecto de dichas actividades en un posible hundimiento del terreno, pues lo cierto es que los intensos temporales e inundaciones en el mar del Norte no distinguían entre tierras cultivadas y zonas inhabitadas, habiendo reformado la topografía regional durante miles de años. Si bien, a nivel de penetración de agua en las zonas habitadas, la calidad del terreno tuvo probablemente mucho que ver. Para mantener estas áreas secas o húmedas, en el siglo X comenzó una actividad frenética de construcción de diques que en un principio eran cortos y bajos, y en general de baja calidad. En el siglo XII, al tiempo que Frisia Occidental experimentaba un rápido crecimiento de su población debido a la expansión holandesa, hubo también un aumento en la penetración de las aguas debido a la subida, lenta pero constante, de los niveles del mar y de los ríos. Los primeros diques más largos y robustos se construyeron entre montículos elevados; sin embargo, aún predominaban los diques más primitivos. Debido a este entramado, se formaron distintos lagos en la zona.
Los humedales de Waterland (hacia Ámsterdam) también se expandían inmensamente, afectando a Frisia Occidental desde el sur, lo cual obligaba a una mejora importante en la calidad de los diques. Sin embargo, no se pudo evitar el efecto causado por las masivas lluvias torrenciales sobre el río Vlie, que, habiendo absorbido una gran cantidad de tierra, daría lugar a la formación del Zuiderzee. A mediados del siglo XIII se comenzaron a juntar más y más áreas mediante lo que se convertía en una red diques que se extendería por toda la región. Este proceso culminaría con la formación del sistema conocido hoy como el dique anular o dique circundante de Frisia Occidental.
Desde principios del siglo XVI, la construcción de los diques, ya más robustos y altos, se llevó a cabo ya en sus posiciones definitivas, si bien nunca se llegó a evitar del todo la pérdida de vidas y propiedades debido a las inundaciones. El drenaje de grandes masas de agua, que comenzó con el drenaje del Zijpe a finales de ese siglo, ayudó en cierta medida, aunque no sería hasta el siglo XX, con la construcción del novedoso y robusto Afsluitdijk (lit. ‘dique de cierre’), entre las provincias de Frisia y Holanda Septentrional, que las aguas dejarían de suponer una amenaza para Frisia Occidental, quedando el dique circular sin ninguna función práctica.

#### Actualidad
En las últimas décadas, el Westfriese Omringdijk fue declarado monumento regional por la provincia de Holanda Septentrional. Desde 2011, la federación ciclista Le Champion organiza un evento anual llamado Vuelta al Dique Circular de Frisia Occidental (Ronde van de Westfriese Omringdijk).